# フォクシャニ
フォクシャニ （ルーマニア語: Focşani, ドイツ語: Fokschan, ハンガリー語: Foksány）は、ルーマニア、ヴランチャ県の都市。ミルコヴ河岸にある。

## 地理
フォクシャニは、地殻構造上の断層の集合点に位置し、地震発生の危険が高いとされる。また、ルーマニア有数のワイン生産地であり、オドベシュティの町は市の北西にある。Weisse von Fokshanは有名な地元ワインで、近隣には鉄、銅、石炭、石油といった鉱物資源が豊富である。

## 歴史
モルダヴィア＝ワラキア間の国境の町として、フォクシャニはロシア帝国とバルカン半島の間の路の途中の重要な通商中心地へ発展した。帝政ロシアとオスマン帝国双方の外交官の会議が、1772年に市近郊で行われた。フォクシャニにほど近いところで、トルコ軍は、フリードリヒ・ヨジアス・フォン・ザクセン＝コーブルク＝ザールフェルト率いるハプスブルク軍と、アレクサンドル・スヴォーロフ率いるロシア軍の同盟軍に手痛い敗北を喫した（1789年、フォクシャニの戦い）。
クリミア戦争後の1850年代、フォクシャニはワラキアとモルダヴィアのドナウ二公国の統一を支持する活動の中心地として成長した。1859年、アレクサンドル・ヨアン・クザが両公国の公となった後、最高裁判所同様、二公国の常設中央委員会が置かれた。どちらの制度も、合同国家であるルーマニア公国（のちルーマニア王国）が成立したことから、1864年に廃止された。近代ルーマニア国家を形成する上で果たしたフォクシャニの役割は、統一広場にあるオベリスクで不朽の名声を与えられている。
1881年12月30日から31日にかけ、ルーマニアのユダヤ人コミュニティへのシオニズムの影響を受け、イスラエルの地への入植を奨励する初のルーマニア・シオニスト同盟会議がフォクシャニで開催された。会議には32団体を代表する51人の代表、2社の報道編集者、3人の新聞記者、そして重要な来賓が出席した。この1881年の会議は、バーゼルで開催された世界シオニスト機構（en:World Zionist Organization）の第一回大会より16年早く、ルーマニアのユダヤ人に影響を与え、議事録はルーマニア国外でも知られるようになった。
1917年、第一次世界大戦のルーマニア戦線の最中、フォクシャニとガラツィはシレト・ラインで知られる防衛線の一部をなしていた。ルーマニア王国＝中央同盟国間の休戦協定が、1917年12月9日、フォクシャニで調印された。フォクシャニにはエドゥアルト・ブフナーら戦死したドイツ軍兵士を埋葬したフォクシャニ・ドイツ兵士墓地がある。
第二次世界大戦中の1944年、フォクシャニはフォクシャニ＝ナモロアサ＝ガラツィ線の防衛戦の一部を支え、そこには9つの精鋭師団が、トゥルグル・フルモスの戦い後に進軍するソビエト連邦赤軍への抵抗準備をしていた。しかし、1944年8月23日のミハイ1世の親ナチス政権打倒クーデターのため、この抵抗は実現しなかった。

## 出身の人物
- コンスタンティン・C・ジュレスク - 歴史家
- イオン・ミンク - 建築家・エンジニア・政治家

## 市章
ミルコヴ河岸にあるフォクシャニの位置が、ワラキアとモルダヴィアを分けていることを市票上で描いている。両地方の旗を持つ女性が握手する様子が表されている。

## 姉妹都市
- ティヴォリ、イタリア
- ポテンツァ、イタリア
- スヘルトーヘンボス、オランダ
- パトラ、ギリシャ

## 参照
- この記事にはアメリカ合衆国内で著作権が消滅した次の百科事典本文を含む: Chisholm, Hugh, ed. (1911). "Focshani". Encyclopædia Britannica (英語). Vol. 10 (11th ed.). Cambridge University Press. p. 587.